# Kościanka
Kościanka (deutscher Name Hansfelde, Kreis Belgard) ist eine Ortschaft in der polnischen Woiwodschaft Westpommern. Sie gehört zur Gemeinde Tychowo (Groß Tychow) im Kreis Białogard (Belgard).

## Geografische Lage
Kościanka liegt fünf Kilometer  nordöstlich von Tychowo an der nach Bobolice (Bublitz) führenden Woiwodschaftsstraße Nr. 169. Über eine Nebenstraßenverbindung erreicht man von Kościanka über Świelino (Schwellin) in 20 Kilometern den Flugplatz Zegrze Pomorskie (Seeger). Die nächste Bahnstation ist Tychowo an der Bahnstrecke Szczecinek–Kołobrzeg.

## Geschichte
Der in einer sehr ebenen Landschaft liegende Ort Hansfelde war bis 1945 ein Ortsteil der Gemeinde Warnin (polnisch: Warnino) und gehörte zum Amts-, Standesamts- und Polizeibezirk Warnin im Landkreis Belgard (Persante). Amtsgerichtsbezirk war Belgard.
Heute gehört Kościanka zur Gmina Tychowo im Powiat Białogardzki. War der Ort von 1975 bis 1998 der Woiwodschaft Köslin zugeordnet, so ist er seit dem 1. Januar 1999 Teil der neugebildeten Woiwodschaft Westpommern.

## Kirche
Hansfelde war vor dem Zweiten Weltkrieg in das Kirchspiel Schwellin (heute polnisch: Świelino) eingepfarrt und gehörte zur Kirchengemeinde Warnin (Warnino). Das Kirchspiel lag im Kirchenkreis Bublitz in der Kirchenprovinz Pommern der evangelischen Kirche der Altpreußischen Union.
Heute ist Kościanka dem Kirchspiel Koszalin (Köslin) eingegliedert. Es liegt in der Diözese Pommern-Großpolen der  polnischen Evangelisch-Augsburgischen Kirche.